# Момчило Бајагић Бајага
Момчило Бајагић Бајага (Бјеловар, 19. фебруар 1960) српски и југословенски је рок музичар.
Од раних 80-их, Бајага је вођа групе Бајага и инструктори, једног од комерцијално најуспешнијих српских поп рок бендова свих времена. Већи део живота је провео живећи и радећи у Земуну.

## Биографија
Основну школу је завршио у Земуну, а потом и Другу Београдску гимназију. Једно време је био студент Филолошког факултета у Београду. Оженио се 1989. године и са супругом Емилијом има сина Марка и ћерку Анђелу. Ема и Бајага су се развели 2022. године.

## Рибља чорба
Музичку каријеру је почео са 14 година у бенду ТНТ, а каријера му је кренула изузетним током када се са 18 година као ритам гитариста прикључио бенду Рибља чорба. Прво је наступао само на неким песмама током концерта; потом се појављује као коаутор на неким песмама, а убрзо и као комплетан аутор и то са пар хитова од којих је најпознатији Кад ходаш. Укупно је са Чорбом снимио пет албума.
Запажен је био наступ групе Фрка која је за емисију Рокенролер снимила спот за Бајагину песму Пустите ме друже. Пошто је у међувремену написао и песме које нису одговарале сензибилитету Рибље чорбе, решио је да их изда на посебном соло албуму. Ради снимања новог албума скупља искусне музичаре, а пријатељи га наговарају да нови материјал одсвира на пар концерата.

## Бајага и инструктори
Из Рибље чорбе га искључују 19. јула 1984. године, после чега наставља са својим бендом. Снима албум са својим песмама под називом Позитивна географија, а бенд добија назив „Инструктори позитивне географије”. Каснијих година назив бенда скраћују на „Инструктори”, а последњих година се на наступима појављују под називом „Бајага и инструктори”.
Сем рада са бендом, Бајага је радио и музику за филм Ни на небу, ни на земљи (познати хит Моји другови) — одакле потиче музика која је објављена на Бајагином соло албуму, као и за ТВ серију Отворена врата. Поново снима 2003. године музику за филм — Професионалац, по драми Душана Ковачевића.

## Награде и признања
- Орден Карађорђеве звезде првог степена (15. фебруар 2021).[5]

## Дискографија

### Рибља чорба

#### Студијски албуми
1. Кост у грлу (ПГП РТБ) — 1979.
2. Покварена машта и прљаве страсти (ПГП РТБ) — 1981.
3. Мртва природа (ПГП РТБ) — 1981.
4. Бувља пијаца (ПГП РТБ) — 1982.
5. Вечерас вас забављају музичари који пију (Југотон) — 1984.

#### Концертни албуми
1. У име народа (ПГП РТБ) — 1982.

#### Синглови
1. Лутка са насловне стране / Он и његов BMW (ПГП РТБ) — 1978.
2. Рокенрол за кућни савет / Валентино из ресторана (ПГП РТБ) — 1979.
3. Назад у велики прљави град / Мирно спавај (ПГП РТБ) — 1980.

### Бајага и инструктори

#### Албуми
1. Позитивна географија — 1984.
2. Са друге стране јастука — 1985.
3. Јахачи магле — 1986.
4. Продавница тајни — 1988.
5. Музика на струју — 1993.
6. Од бижутерије до ћилибара — 1997.
7. Змај од ноћаја — 2001.
8. Шоу почиње у поноћ — 2005.
9. Даљина, дим и прашина — 2012.
10. У сали лом — 2018.
11. Овај свет се мења — 2020.

#### Компилације, концертни албуми и мини-албуми
1. Нека свемир чује немир (концертни албум / компилација) — 1989.
2. Четири годишња доба (мини-албум) — 1991.
3. Ружа ветрова Београда (компилација) — 2004.